# Der Sport-Spiegel
Der Sport-Spiegel war eine Sportsendung im ZDF, die von 1963 bis 1996 ausgestrahlt wurde. Er zeichnete sich vor allem durch Hintergrundberichte und Diskussionen sowie kritische Berichterstattung aus.
Zeitweilig war auch der von Rainer Günzler moderierte Autotest Teil der Sendung.
Die erste Sendung des Sport-Spiegels wurde am 2. April 1963 – einen Tag nach Sendebeginn des ZDF – als erste Sportsendung im deutschen Fernsehen ausgestrahlt. Im Februar 1996 lief mit der Folge „Herren, Gören und Lolitas – Vermarktung von Sportlerinnen“ die letzte Sendung.